# Khoujir
Khoujir (en russe : Хужир) est un village situé sur la côte nord-ouest de l'île d'Olkhon, sur le lac Baïkal, dans l'oblast d'Irkoutsk, en Russie. Sa population s'élevait à 1350 habitants en 2014.

## Climat
| Mois                                | jan.  | fév.  | mars  | avril | mai | juin | jui. | août | sep. | oct. | nov. | déc.  | année |
| ----------------------------------- | ----- | ----- | ----- | ----- | --- | ---- | ---- | ---- | ---- | ---- | ---- | ----- | ----- |
| Température minimale moyenne (°C)   | −22,5 | −20,2 | −12,3 | −3,3  | 2,2 | 9,3  | 13,4 | 14   | 8,9  | 1,3  | −7,1 | −16,3 | −2,7  |
| Température moyenne (°C)            | −19,9 | −17,1 | −8,7  | −0,2  | 5,3 | 12,2 | 15,9 | 16,2 | 11,4 | 3,6  | −4,9 | −13,8 | 0     |
| Température maximale moyenne (°C)   | −17,5 | −14,3 | −6    | 2,5   | 8,3 | 14,9 | 18,2 | 18,2 | 13,5 | 5,4  | −3   | −11,7 | 2,4   |
| Précipitations (mm)                 | 6     | 5     | 8     | 19    | 32  | 49   | 58   | 64   | 49   | 17   | 18   | 12    | 337   |
| Nombre de jours avec précipitations | 1     | 1     | 2     | 4     | 6   | 7    | 7    | 7    | 7    | 4    | 4    | 2     | 52    |
| Humidité relative (%)               | 73    | 73    | 69    | 67    | 65  | 69   | 76   | 75   | 68   | 63   | 70   | 79    |       |

| Diagramme climatique                                  |             |          |           |          |           |            |          |           |          |          |              |
| J                                                     | F           | M        | A         | M        | J         | J          | A        | S         | O        | N        | D            |
| −17,5−22,56                                           | −14,3−20,25 | −6−12,38 | 2,5−3,319 | 8,32,232 | 14,99,349 | 18,213,458 | 18,21464 | 13,58,949 | 5,41,317 | −3−7,118 | −11,7−16,312 |
| Moyennes : • Temp. maxi et mini °C • Précipitation mm |             |          |           |          |           |            |          |           |          |          |              |